# 清水直行
清水 直行（しみず なおゆき、1975年11月24日 - ）は、京都府京都市下京区生まれ、兵庫県西宮市育ちの元プロ野球選手（投手）・野球解説者。 
愛称は「ナオ」。
2014年から2017年まで、ニュージーランド野球連盟のゼネラルマネジャー（GM）補佐や、野球ニュージーランド代表の統括コーチを、2020年から2021年までは琉球ブルーオーシャンズ（沖縄県を拠点に活動するプロ野球球団）の初代監督を務めた。アテネオリンピック野球の銅メダリスト。

## 経歴

### プロ入り前
報徳学園では3年夏の県大会4回戦敗退。日本大学に進学し、1年春からリーグ戦登板し、東都大学野球リーグ選抜での米国遠征も経験。2年秋には入替戦初戦で登板したが、チームは敗れて3年春から2部リーグとなったが右肩痛もあって登板機会は少なかった。1部リーグ通算は4試合、0勝1敗、防御率8.10。3期上の北川博敏とは1年次にバッテリーを組み、1期上には社会人、プロ入りまで同僚となる戸部浩がいた。東芝府中へ進み、1998年の都市対抗野球・日本選手権に出場するが、1年先輩に部坂俊之がいて共に登板機会がなかった。1999年の都市対抗野球2回戦で先発するが、満塁本塁打を被弾して降板、この試合を最後に活動を停止した東芝府中で最後の敗戦投手となった。以降は統合した東芝所属となり、1999年のドラフト会議において千葉ロッテマリーンズを逆指名し、2巡目で入団した。背番号は期待の意味を込めて伊良部秀輝の移籍以降、3シーズン程空番となっていた「18」となった。本人はそれを非常に嬉しく思っており、「それに相応しい投手になりたい」としていた。

### ロッテ時代
2000年、4月1日の対福岡ダイエーホークス戦で初登板。5月4日の対大阪近鉄バファローズ戦で初先発・初勝利を挙げる。しかしシーズン通しては結果を出せず、27試合の登板で3勝に終わった。
2001年、先発として結果が出せず、この年は全て中継ぎ投手として起用された。31試合に登板し6勝を挙げた。
2002年、黒木知宏・小野晋吾が怪我で離脱し、ネイサン・ミンチーが開幕当初不調に陥り、チームも開幕から11連敗と危機的状況の中、先発投手に転向し、プロ野球ワーストタイ記録の開幕12連敗を阻止した。この後、先発ローテーションに入りチーム2位の14勝を挙げ、プロ入り初めて規定投球回に到達した。
2003年、初めてオールスターゲーム出場し、第2戦千葉マリンスタジアムで先発するが敗戦投手となった。同年は15勝（自己最多）とパシフィック・リーグ（パ・リーグ）唯一の200イニング登板を記録し、防御率もリーグ3位の3.13であった
2004年、西武ライオンズとの開幕戦（西武ドーム）で初の開幕投手を務め、7回1/3を3失点で松坂大輔に投げ勝った。4月30日にも千葉マリンで西武を相手に4安打無四死球で完封勝利を挙げた。これは同年の日本一になった西武にとって、レギュラーシーズン・プレーオフ・日本シリーズを合わせても唯一となる無得点の試合だった。アテネオリンピック野球日本代表にも選ばれ対ギリシャ戦で先発し勝利投手となった。
2005年、開幕戦の対東北楽天ゴールデンイーグルス戦に登板するが敗れ、楽天球団創立初公式戦での初白星を献上している。この年清水の防御率はロッテの先発ローテーション投手中、最も悪かった。リーグ優勝の際のビールかけ会場で清水は挨拶の際に「今まで迷惑かけて…」と言葉を詰まらせ、涙を拭く場面があった（その後は「嘘泣きです!」と明るく振る舞っていた）。しかしシーズン中は味方が4点以上援護した試合は10勝0敗、援護点が4点未満だった試合は0勝11敗という極端な成績であった。
2006年開幕前の3月に開催された第1回ワールド・ベースボール・クラシック(WBC)の日本代表に選出された。同大会では、1次リーグの対中国戦に登板しセーブを挙げる。だが、2次リーグアメリカ合衆国戦ではデレク・リーに同点本塁打を記録された。シーズンでは、9月2日の対オリックス戦（京セラドーム大阪）の3回、カリーム・ガルシアを空振り三振に打ち取り投球回数1000回を達成。シーズン最終戦の10月1日の対楽天戦に登板し、1失点完投勝利して5年連続2桁勝利を達成。なお2桁勝利での1桁敗戦（10勝8敗）は初。さらに、年々悩まされてきた一発病も、この年は規定投球回に達した投手の中ではトム・デイビー（オリックス）と並んでリーグ最少の被本塁打9本と安定感を見せた。この年まで他の主戦級投手不在もあり、安定した活躍を続けたため、次第にエースとしての認識が定着する。オフには10月から翌年3月まで、TBSラジオでプロ野球選手をオフ期間中パーソナリティに起用した番組『エキサイト・スタジアム』の木曜日を担当。
2007年、3度目の開幕投手を務めるが4失点で6回途中で降板、その後も不安定な投球が続き、1年間ローテーションを守るも6勝止まりだった。シーズン連続2桁勝利は5年で止まり、特に優勝した北海道日本ハムファイターズに対しては0勝4敗と相性が悪かった。
2008年、開幕からほぼ1年間、先発ローテーションを守り通して13勝を挙げた。8月4日の西武ライオンズは1回3分の0、被安打7、8失点で降板。「まるで生まれたての子鹿や。オレは情けない」と名言を残す。9月15日の対福岡ソフトバンクホークス戦では、同点で迎えた9回表に自ら志願して2002年6月以来のリリーフ登板を果たし1回無失点で切り抜けると、その裏にチームがサヨナラ勝ちを収め7年ぶりの救援勝利をあげた。シーズン終了後には、同年にFA権を取得する清水に対して阪神タイガースが獲得を検討するとの報道がなされたものの、残留するという形で翌年の契約更改を行い、2年総額5億2,000万円で合意した。1年目が2億4,000万円、2年目が2億8,000万円という年俸変動性のものであった。
2009年は開幕から不調が続き6勝にとどまった。監督のボビー・バレンタインの配慮により10月3日の日本ハム戦にて中継ぎで1イニングだけ投げ、8年連続の規定投球回に届き、「この記録は続けていきたい」とコメントした。なお、この試合では小野晋吾も中継ぎで5イニング投げて規定投球回にちょうど到達しており、バレンタインはこの起用方法について「大きな努力を払ってきた2人にできるささやかなお礼」と述べている。

### 横浜・DeNA時代
2009年11月9日に那須野巧、斉藤俊雄とのトレードで横浜ベイスターズへ移籍、2年目の年俸2億8,000万円は横浜が支払うことになった。背番号は、入団して以来着けていた18番をエースの三浦大輔が着用しているため、同時期にトレードで日本ハムへ移籍した加藤武治が着用していた17となった。
2010年は不調の三浦大輔に変わり先発ローテーションの柱となり、5月25日の対ソフトバンク戦で2年ぶりの完封勝利、6月20日の対阪神戦でプロ通算100勝を挙げる。低迷したチームにおいて2年ぶりの2桁勝利である10勝を挙げたが、調子の善し悪しが激しく11敗を喫し共にリーグワーストとなる防御率5.40と26被本塁打を記録するなど前年より成績は悪化した。
2011年の開幕前に左膝を痛め開幕メンバーから外れると、4月に1試合登板したのみで登録を抹消され、7月に一軍昇格を果たしたが8月24日に再び左膝を痛めて登録を抹消される。左大腿骨滑車部損傷と診断され、結局7試合の登板でシーズンを終えて2001年以来10年振りに規定投球回到達を逃した。オフには2010年の松中信彦（ソフトバンク）と並びプロ野球史上最大（当時）の減額となる2億円減の年俸5,000万円で契約更改した。
2012年は一軍での登板がなく、10月10日に球団から戦力外通告を受けた。

### DeNA退団後
2013年、所属球団がない状況で現役続行を視野に左膝のリハビリを続行した。2月には東京ヤクルトスワローズの春季キャンプで入団テストを受験する予定だったが、テストの直前に辞退した。同月17日からは、「リハビリ中で所属なしの現役投手」という立場で、『neo sports』（テレビ東京）にコメンテーターとして出演。同年のシーズン中には、現役続行への道を模索しながら、FOX SPORTS ジャパンBASEBALL CENTERおよびBS12 プロ野球中継のロッテ戦中継で解説を務めた。
清水によると、DeNAからの戦力外通告後にニュージーランドの野球に興味を持ったことで、「野球への恩返しを兼ねて、野球人口の増加や、2020年夏季東京オリンピックにおける野球・ソフトボールの競技復活に携わりたい」という思いに至ったという。
2014年3月24日付で現役からの引退を発表。
6月28日には、QVCマリンフィールドのロッテ対オリックス戦の試合前に、ロッテの主催で引退セレモニーを行った。

### 引退後
2014年、ニュージーランド野球連盟のGM補佐と野球ニュージーランド代表統括コーチに就任し、隔月ペースでニュージーランドに滞在して技術指導などに当たった。また日本では、野球解説者としての活動も続けていた。
2015年7月6日、第4回WBC予選のニュージーランド代表投手コーチを務める事が発表された。
2016年3月、書籍『日本野球を売り込め!〜元世界一投手のニュージーランドからの挑戦〜』が上梓された。
2016年、U-15ベースボールワールドカップ2016のニュージーランド代表監督を務めた。
2017年、U-18ワールドカップオセアニア予選のニュージーランド代表監督を務めた。
2017年10月27日、千葉ロッテマリーンズの一軍投手コーチ就任が発表された。背番号は81。2019年に二軍投手コーチへ異動した。同年10月4日に球団へ退団を申し入れたところ、受理された。

### 琉球監督時代
2019年10月8日にはNPB参入を目指すプロ野球チーム・琉球ブルーオーシャンズの初代監督へ就任することが発表された。10月28日には公式YouTubeチャンネル「シミチョク・チャンネル」を開設し、沖縄球団での動向をはじめ、現役・コーチ時代のことを語った動画を配信する。初回配信は、現役時代から親交のある福ノ上達也とのトーク形式の動画を投稿した。
2021年からは退任した田尾安志に代わってGMを兼任し、2021年シーズンをもって退任した。琉球での監督業について、産経新聞の取材に対し「皆さんが想像するプロ野球チームの監督というよりは、若い選手を育成する環境の中での『監督者』だった」と説明しており、2年間を「監督業らしいことはほとんどできなかった」と自戒を込めて総括している。

### 琉球監督退任後
2022年からは日テレNEWS24（千葉ロッテ主催試合）と千葉テレビとTBSチャンネルの野球解説者を務める。また、ニュージーランドのプロ野球チームであるオークランド・トゥアタラの日本統括を務めており、2022年10月には同球団のトライアウトを初めて日本国内でも開催させた。

## 選手としての特徴
ストレートを軸にした本格派投手。最速151km/hのストレートの伸びやキレはリーグ屈指と評され、高速スライダー、フォーク、チェンジアップも高レベルであった。一方、ボールが高めに浮きやすい傾向があり、長打を浴びるケースが多い。2008年にはシュートの割合を増やしたことで復活を果たした。
地味な投手と表現されることもあったが、2000年代の通算勝利数ランキングでは2位につけるなど、長年エースとしてチームを支えた。

## 人物
ロッテでは2004年まで同姓の清水将海が在籍していたため、スコアボードでは「清水直」と表記された。これが定着したため、将海の退団後、チームに同姓の選手がいなくなっても「清水直」と表記されていた。また、横浜移籍後も「清水直」の表記は継続され、場内アナウンスでは「しみずなお」とコールされていた。
ロッテ時代は先発ローテーションの1人として2002年から2006年まで5年連続で規定投球回、2桁勝利を継続していた。その安定した成績や統率力のある性格から、ロッテのエースと呼ばれ、メディアでもそのように紹介されていた。
ロッテ時代、グッズのプロデュースにも関わっており、2005年には全面にマリーンズファンの写真が入ったマフラータオルを、2006年には「やるしかないねん」と書かれたTシャツが販売された。また、引退時の2014年にはマリーンズより「やるしかないねん2014」といったTシャツが限定販売された。
2014年10月24日、ニュージーランド航空が「壮大すぎる機内安全ビデオ」の日本語版（英語制作／日本語字幕）を公開した。イライジャ・ウッドの右側座席に搭乗する客として出演。これは日本では12月13日に公開された映画『ホビット』シリーズの完結編公開にちなんだものである。撮影が映画内で「中つ国」として登場するニュージーランドのロケであることからの出演で、野球ニュージーランド代表の帽子をかぶっている。日本-ニュージーランド便に採用されている最新のボーイング787-9型機の専用ビデオで、ボーイング777-300ER型機用のビデオには登場していない。

## 詳細情報

### 年度別投手成績
| 年 度      | 球 団      | 登 板 | 先 発 | 完 投 | 完 封 | 無 四 球 | 勝 利 | 敗 戦 | セ 丨 ブ | ホ 丨 ル ド | 勝 率 | 打 者 | 投 球 回 | 被 安 打 | 被 本 塁 打 | 与 四 球 | 敬 遠 | 与 死 球 | 奪 三 振 | 暴 投 | ボ 丨 ク | 失 点 | 自 責 点 | 防 御 率 | W H I P |
| ---------- | ---------- | ----- | ----- | ----- | ----- | -------- | ----- | ----- | -------- | ----------- | ----- | ----- | -------- | -------- | ----------- | -------- | ----- | -------- | -------- | ----- | -------- | ----- | -------- | -------- | ------- |
| 2000       | ロッテ     | 27    | 16    | 1     | 0     | 0        | 3     | 6     | 0        | --          | .333  | 475   | 100.0    | 110      | 9           | 66       | 1     | 2        | 69       | 13    | 0        | 77    | 68       | 6.12     | 1.76    |
| 2001       | ロッテ     | 31    | 0     | 0     | 0     | 0        | 6     | 2     | 0        | --          | .750  | 191   | 43.1     | 43       | 6           | 20       | 1     | 2        | 30       | 0     | 0        | 20    | 18       | 3.74     | 1.45    |
| 2002       | ロッテ     | 31    | 29    | 2     | 1     | 0        | 14    | 11    | 0        | --          | .560  | 768   | 177.2    | 197      | 28          | 57       | 0     | 3        | 124      | 4     | 1        | 91    | 90       | 4.56     | 1.43    |
| 2003       | ロッテ     | 28    | 28    | 5     | 1     | 0        | 15    | 10    | 0        | --          | .600  | 850   | 204.1    | 200      | 14          | 53       | 0     | 6        | 147      | 9     | 0        | 86    | 71       | 3.13     | 1.24    |
| 2004       | ロッテ     | 23    | 23    | 5     | 2     | 1        | 10    | 11    | 0        | --          | .476  | 699   | 169.1    | 160      | 21          | 42       | 2     | 4        | 126      | 2     | 0        | 73    | 64       | 3.40     | 1.19    |
| 2005       | ロッテ     | 23    | 23    | 7     | 1     | 2        | 10    | 11    | 0        | 0           | .476  | 687   | 164.1    | 170      | 27          | 37       | 1     | 5        | 99       | 4     | 0        | 77    | 70       | 3.83     | 1.26    |
| 2006       | ロッテ     | 25    | 25    | 6     | 1     | 1        | 10    | 8     | 0        | 0           | .556  | 718   | 171.0    | 178      | 9           | 36       | 1     | 6        | 137      | 2     | 0        | 74    | 65       | 3.42     | 1.25    |
| 2007       | ロッテ     | 25    | 25    | 3     | 1     | 0        | 6     | 10    | 0        | 0           | .375  | 657   | 145.0    | 189      | 15          | 39       | 4     | 6        | 101      | 1     | 0        | 86    | 77       | 4.78     | 1.57    |
| 2008       | ロッテ     | 25    | 24    | 7     | 2     | 2        | 13    | 9     | 0        | 0           | .591  | 679   | 165.2    | 151      | 13          | 41       | 3     | 1        | 108      | 4     | 0        | 81    | 69       | 3.75     | 1.16    |
| 2009       | ロッテ     | 23    | 22    | 2     | 0     | 0        | 6     | 7     | 0        | 0           | .462  | 638   | 144.2    | 177      | 14          | 42       | 0     | 1        | 88       | 5     | 0        | 75    | 71       | 4.42     | 1.51    |
| 2010       | 横浜       | 26    | 26    | 1     | 1     | 0        | 10    | 11    | 0        | 0           | .476  | 699   | 155.0    | 203      | 26          | 39       | 1     | 8        | 105      | 1     | 0        | 98    | 93       | 5.40     | 1.56    |
| 2011       | 横浜       | 7     | 7     | 0     | 0     | 0        | 2     | 4     | 0        | 0           | .333  | 172   | 37.0     | 47       | 4           | 14       | 0     | 1        | 20       | 1     | 0        | 23    | 19       | 4.62     | 1.65    |
| 通算：12年 | 通算：12年 | 294   | 248   | 39    | 10    | 6        | 105   | 100   | 0        | 0           | .512  | 7233  | 1677.1   | 1825     | 186         | 486      | 14    | 45       | 1154     | 46    | 1        | 861   | 775      | 4.16     | 1.38    |

- 各年度の太字はリーグ最高

### WBCでの投手成績
| 年 度 | 代 表 | 登 板 | 先 発 | 勝 利 | 敗 戦 | セ ｜ ブ | 打 者 | 投 球 回 | 被 安 打 | 被 本 塁 打 | 与 四 球 | 敬 遠 | 与 死 球 | 奪 三 振 | 暴 投 | ボ ｜ ク | 失 点 | 自 責 点 | 防 御 率 |
| ----- | ----- | ----- | ----- | ----- | ----- | -------- | ----- | -------- | -------- | ----------- | -------- | ----- | -------- | -------- | ----- | -------- | ----- | -------- | -------- |
| 2006  | 日本  | 2     | 0     | 0     | 0     | 1        | 17    | 4.1      | 3        | 1           | 1        | 0     | 0        | 6        | 0     | 0        | 2     | 2        | 4.15     |

### 表彰
- 月間MVP：1回（投手部門：2003年9月）
- 千葉県知事賞（2004年） ※アテネ五輪野球日本代表メンバーとしての銅メダル獲得を称えて
- 京都府スポーツ賞特別栄誉賞（2004年）※アテネ五輪野球日本代表メンバーとしての銅メダル獲得を称えて
- 兵庫県スポーツ賞（2004年）[36]※アテネ五輪野球日本代表メンバーとしての銅メダル獲得を称えて
- 千葉市市民栄誉賞：2回（2004年、2006年） ※アテネ五輪野球日本代表メンバーとしての銅メダル獲得、第1回WBC日本代表メンバーとしての優勝を称えて

### 記録
初記録
投手記録
- 初登板：2000年4月1日、対福岡ダイエーホークス1回戦（福岡ドーム）、8回裏1死に4番手として救援登板・完了、2/3回無失点
- 初奪三振：同上、8回裏に柳田聖人から
- 初先発・初勝利：2000年5月4日 対大阪近鉄バファローズ6回戦（千葉マリンスタジアム）、6回2/3を1失点
- 初完投勝利：2000年7月11日、対大阪近鉄バファローズ15回戦（大阪ドーム）、9回4失点
- 初完封勝利：2002年5月13日、対日本ハムファイターズ6回戦（千葉マリンスタジアム）

打撃記録
- 初安打：2007年6月8日、対横浜ベイスターズ3回戦（横浜スタジアム）、4回表に高宮和也から右前安打
- 初打点：2010年4月29日、対広島東洋カープ6回戦（MAZDA Zoom-Zoom スタジアム広島）、4回表にエリック・スタルツから左越2点適時二塁打

節目の記録
- 1000投球回：2006年9月2日、対オリックス・バファローズ17回戦（京セラドーム大阪）、3回裏1死目にカリーム・ガルシアを三振で達成 ※史上315人目
- 1000奪三振：2009年7月21日、対北海道日本ハムファイターズ13回戦（札幌ドーム）、4回裏に田中賢介から ※史上123人目
- 1500投球回：2010年4月11日、対広島東洋カープ3回戦（横浜スタジアム）、2回表2死目にフィオを二塁ゴロで達成 ※史上162人目
- 100勝：2010年6月20日、対阪神タイガース7回戦（横浜スタジアム）、先発登板で5回1/3を3失点 ※史上126人目

その他の記録
- 5年連続2桁勝利（2002年 - 2006年）
- 開幕投手：4回（2004年、2005年、2007年、2009年）
- オールスターゲーム出場：3回（2003年、2005年、2008年）（共に監督推薦）

国際大会記録
- 2004年 アテネ五輪
- 2006年 WBC（2試合　0勝0敗1セーブ 防御率4.15　4 1/3投球回　6奪三振　自責点2[37]）

### 背番号
- 18（2000年 - 2009年）
  - 11（2004年アテネ五輪、2006年WBC ）
- 17（2010年 - 2012年）
- 81（2018年 - 2021年）

### 登場曲
- コヨーテ『純情 (순정)』

### 代表歴
- 2004年アテネオリンピックの野球競技・日本代表
- 2006 ワールド・ベースボール・クラシック日本代表

### コーチ歴
- 2017 ワールド・ベースボール・クラシック・ニュージーランド代表

### 監督歴
- 2016 WBSC U-15ワールドカップ ニュージーランド代表

## 関連情報

### 出演番組
- 『エキサイト・スタジアム』（TBSラジオ） - 木曜日パーソナリティ、放送時間17:50-19:00
- 『関口宏の東京フレンドパークII』（2011年1月24日、TBSテレビ） - 上原浩治、建山義紀と共にゲスト出演。
- 『neo sports』（2013年2月17日 - 3月中旬、テレビ東京）[14]